# Machine Readable Zone

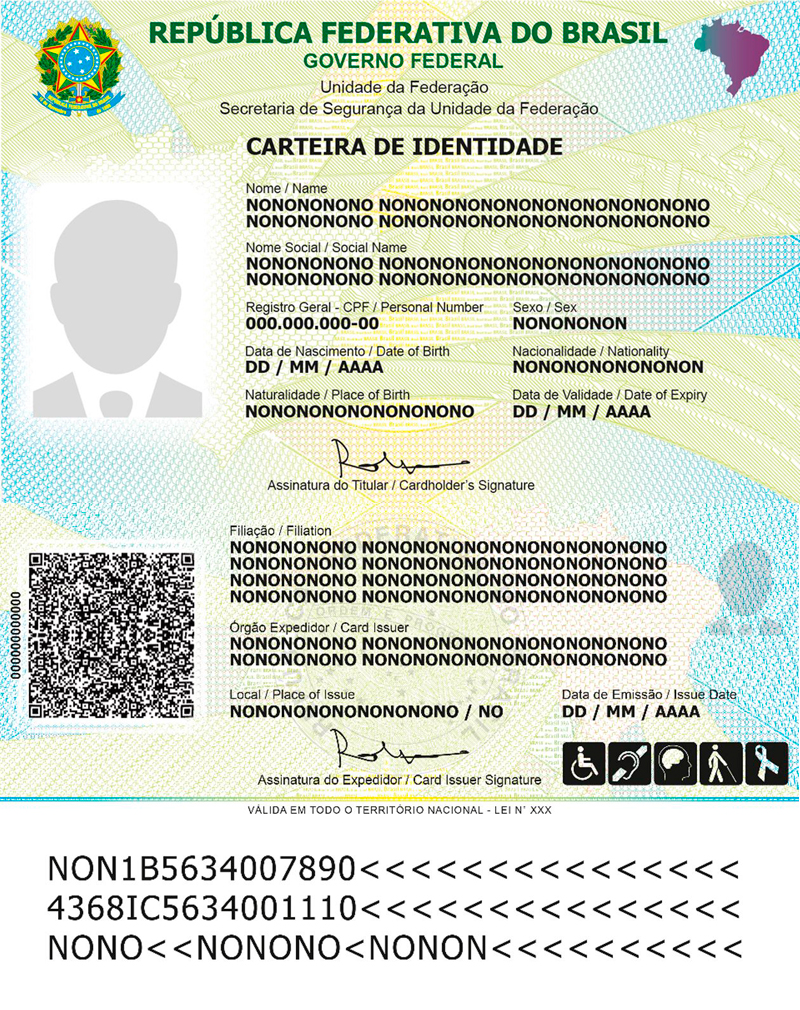
MRZ da Carteira da Identidade na seção branca inferior

Machine Readable Zone ou MRZ, isto é, Zona Legível por Máquina é uma área específica em um documento de identidade (carteira de identidade, passaporte...) que contém os dados do seu titular em um formato que pode ser decodificados por leitores de MRZ através do reconhecimento ótico de caracteres (OCR).
Hoje em dia, quase todos os países emitem os passaportes com MRZ e muitos fazem o mesmo com os documentos de identidade.
Processamentos adicionais podem ser realizados se o leitor estiver conectado a um sistema informático. Por exemplo, muitos aeroportos dispõem de cancelas com um leitor de MRZ acoplado. O passageiro dispõe seu passaporte sobre o leitor para decodificação dos dados, validação e consultas a bancos de dados. Correndo tudo bem, a cancela é aberta automaticamente.